# Diogo Ribeiro
Diogo Ribeiro, född 27 oktober 2004, är en portugisisk simmare.

## Karriär
Vid VM 2023 i Fukuoka tog Ribeiro silver på 50 meter fjärilsim. I februari 2024 vid VM i Doha tog Ribero guld på både 50 meter fjärilsim och 100 meter fjärilsim.